# همپتون، لندن
همپتون (به انگلیسی: Hampton) یک حومه شهر و ناحیه در بریتانیا است که در منطقه ریچموند آپون تیمز لندن واقع شده‌است. همپتون ۸٫۸۳ کیلومتر مربع مساحت و ۱۹٬۳۷۲ نفر جمعیت دارد.